# Kolia
Kolia ist ein Dorf im Königreich Alo, welches als Teil des französischen Überseegebiets Wallis und Futuna zu Frankreich gehört.

## Lage
Das Dorf erstreckt sich entlang der Südostküste der Insel Futuna in der Inselgruppe der Horn-Inseln. In Kolia befindet sich die Chapelle de Kolia als Kirche.

## Bevölkerung
In ganz Wallis und Futuna nahm die Bevölkerungszahl in den letzten Jahren stark ab; so sank die Einwohnerzahl von 432 Personen 2003 zunächst auf 397 Personen 2008 und weiter auf 236 Personen (Stand 1. Januar 2023). Viele Einwohner wandern nach Neukaledonien aus.